# Пиаф, Эдит
Эди́т Пиа́ф (фр. Édith Piaf [edit pjaf]), настоящее имя Эди́т Джова́нна Гассьо́н (фр. Édith Giovanna Gassion; 19 декабря 1915, Париж, Третья французская республика — 10 октября 1963, Грас, Франция) — французская певица, шансонье, киноактриса и исполнительница таких песен, как «Non, je ne regrette rien», «La Vie en rose», «Hymne à l’amour», «Mon légionnaire», «La Foule», «Milord», «Tu es partout», «Mon Dieu» и «L’Accordéoniste».

## Биография

### Детство
Родилась в семье несостоявшейся актрисы Аниты Майяр, выступавшей на сцене под псевдонимом Лина Марса, и акробата Луи Гассьона. В начале Первой мировой войны он отправился добровольцем на фронт. Специально получил двухдневный отпуск в конце 1915 года, чтобы увидеть свою новорождённую дочь Эдит. По одной из версий, своё имя будущая певица получила в честь британской медсестры Эдит Кэвелл, расстрелянной немцами 12 октября 1915 года.
Через два года Луи Гассьон узнал, что его бросила жена, а дочь отдала на воспитание своим родителям. Условия, в которых жила маленькая Эдит, были ужасающими. Бабушке некогда было заниматься ребёнком, и она часто наливала внучке в бутылочку вместо молока разбавленное вино, чтобы та её не беспокоила. Тогда Луи отвёз дочь в Нормандию к своей матери, содержавшей публичный дом.
Потом выяснилось, что трёхлетняя Эдит совершенно слепа. К тому же оказалось, что в первые же месяцы жизни у Эдит начал развиваться кератит, но бабушка по материнской линии, видимо, этого просто не замечала. Когда никаких других надежд не оставалось, бабушка Гассьон и её девицы повезли Эдит в Лизье к святой Терезе, куда ежегодно собираются тысячи паломников со всей Франции. Поездку назначили19 августа 1921 года, а 25 августа 1921 года Эдит прозрела. Ей было шесть лет. Первое, что она увидела— это клавиши пианино.
Вскоре Эдит пошла в школу, окружённая заботами любящей бабушки, но добропорядочные обыватели не хотели видеть рядом со своими детьми ребёнка, живущего в публичном доме, и учёба для девочки очень быстро закончилась. Тогда отец забрал Эдит в Париж, где они стали вместе работать на площадях: отец показывал акробатические трюки, а его девятилетняя дочь пела. Эдит зарабатывала пением на улице до тех пор, пока её не взяли в кабаре «Жуан-ле-Пен». Когда Эдит исполнилось пятнадцать лет, она познакомилась со своей младшей единокровной сестрой Симоной. Мать Симоны настаивала на том, чтобы одиннадцатилетняя дочь начала приносить в дом деньги. Отношения в семье, где кроме Симоны росли ещё семеро детей, складывались тяжёлые, поэтому Эдит забрала младшую сестру к себе петь на улице. До этого она уже жила самостоятельно.

### Юность
В 1932 году Эдит познакомилась с владельцем магазина Луи Дюпоном (фр. Louis Dupont), через год у 17-летней Эдит 11 февраля 1933 года родилась дочь Марсель (фр. Marcelle). Однако Луи не устраивало, что Эдит слишком много времени уделяет своей работе, и он потребовал оставить её. Эдит отказалась, и они расстались. Вначале дочь оставалась с матерью, но однажды, придя домой, Эдит не обнаружила её. Луи Дюпон забрал дочь к себе, рассчитывая, что любимая женщина вернётся к нему. Дочь Эдит заболела туберкулёзным менингитом и попала в больницу. В результате Марсель скончалась 7 июля 1935 года. В 1938 году у Эдит раньше срока родился мертворожденный ребёнок, после чего она не могла больше иметь детей. В 1935 году, когда Эдит исполнилось двадцать лет, её заметил на улице Луи Лепле (фр. Louis Leplée), владелец кабаре «Жернис» (фр. le Gerny’s) на Елисейских Полях, и пригласил выступать в своей программе. Он научил её репетировать с аккомпаниатором, выбирать и режиссировать песни, объяснил, какое огромное значение имеют костюм артиста, его жесты, мимика, поведение на сцене. Именно Лепле нашёл для Эдит имя — Пиаф (на парижском арго значит «воробушек»). В рваных туфлях она пела на улице: «Родилась, как воробей, прожила, как воробей, умерла, как воробей». В «Жернисе» на афишах её имя было напечатано как «Малышка Пиаф», и успех первых же выступлений был огромным. 17 февраля 1936 года Эдит Пиаф выступила в большом концерте в цирке «Медрано» вместе с такими звездами французской эстрады, как Морис Шевалье, Мистенгетт, Мари Дюба. Короткое выступление на Радио-Сити позволило ей сделать первый шаг к настоящей славе — слушатели звонили на радио, в прямой эфир, и требовали, чтобы Малышка Пиаф выступала ещё.
Однако успешный взлёт был прерван трагедией: вскоре выстрелом в голову был убит Луи Лепле, и Эдит Пиаф оказалась в числе подозреваемых, так как он в завещании оставил ей небольшую сумму. Газеты раздули эту историю, и посетители кабаре, в котором выступала Эдит Пиаф, вели себя враждебно, считая, что они вправе «наказать преступницу».

### Новый взлёт
Вскоре Эдит познакомилась с поэтом Раймоном Ассо, который окончательно определил дальнейший жизненный путь певицы. Именно ему во многом принадлежит заслуга появления на свет «Великой Эдит Пиаф». Он научил Эдит не только тому, что непосредственно относилось к её профессии, но и всему тому, что ей было необходимо в жизни: правилам этикета, умению выбирать одежду и многому другому.
Раймон Ассо создал «стиль Пиаф» - исходя из индивидуальности Эдит, он написал песни, подходящие только ей, «сделанные на заказ»: «Париж — Средиземноморье», «Она жила на улице Пигаль», «Мой легионер», «Вымпел для легиона». Музыка к песне «Мой легионер» написана Маргерит Монно, которая тоже впоследствии стала не только «своим» композитором, но и близкой подругой певицы. Позже Пиаф создала с Монно ещё несколько песен, и среди них — «Маленькую Мари», «Дьявол рядом со мной» и «Гимн любви».
Именно Раймон Ассо добился того, чтобы Эдит выступила в мюзик-холле «АВС» на Больших бульварах — самом знаменитом мюзик-холле Парижа. Выступление в «АВС» считалось выходом в «большую воду», посвящением в профессию. Он также убедил её сменить сценический псевдоним «Малышка Пиаф» на «Эдит Пиаф». После успеха выступления в «АВС» пресса написала об Эдит: «Вчера на сцене „АВС“ во Франции родилась великая певица». Необыкновенный голос, истинный драматический талант, трудолюбие и упрямство уличной девчонки в достижении цели быстро привели Эдит к вершинам успеха.

### Вторая мировая война
С началом Второй мировой войны певица рассталась с Раймоном Ассо. В это время она встретилась со знаменитым французским режиссёром Жаном Кокто, который предложил Эдит сыграть в небольшой пьесе собственного сочинения «Равнодушный красавец». Репетиции прошли удачно, и пьеса имела большой успех. Впервые она была показана в сезоне 1940 года. Кинорежиссёр Жорж Лакомб решил снять по пьесе фильм. И в 1941 году был снят фильм «Монмартр на Сене», в котором Эдит получила главную роль.
Во время Второй мировой войны скончались родители Эдит. Земляки ценили и личное мужество Пиаф, выступавшей во время войны в Германии перед французскими военнопленными, чтобы после концерта вместе с автографами передать им всё необходимое для побега, и её милосердие — она устраивала концерты в пользу семей погибших. В период оккупации Эдит Пиаф выступала в лагерях для военнопленных на территории Германии, фотографировалась с немецкими офицерами и с французскими военнопленными «на память», а потом в Париже по этим фотографиям изготавливали поддельные документы для солдат, бежавших из лагеря.

### Триумф
Эдит помогла найти себя и начать свой путь к успеху многим начинающим исполнителям — Иву Монтану, ансамблю «Компаньон де ла Шансон», Эдди Константину.
Послевоенное время стало для неё периодом небывалого успеха. В это время Эдит близко сошлась со знаменитым боксёром, французом алжирского происхождения, чемпионом мира в среднем весе, 33-летним Марселем Серданом. В октябре 1949 года Сердан вылетел в Нью-Йорк к Пиаф, которая снова выступала там с гастролями. Самолёт разбился над Атлантическим океаном в районе Азорских островов, и Сердан погиб, что стало шоком для Пиаф. В глубокой депрессии она спасалась морфием.
В январе 1950 года накануне сольного концерта в зале «Плейель» пресса писала про «песни улиц в храме классической музыки» — это был очередной триумф певицы.
Несмотря на любовь слушателей, жизнь, полностью посвящённая песне, делала её одинокой. Эдит сама это хорошо понимала: «Публика втягивает тебя в свои объятия, открывает своё сердце и поглощает тебя целиком. Ты переполняешься её любовью, а она — твоей. Потом в гаснущем свете зала ты слышишь шум уходящих шагов. Они ещё твои. Ты уже больше не содрогаешься от восторга, но тебе хорошо. А потом улицы, мрак, сердцу становится холодно, ты одна».
В 37 лет Пиаф снова влюбилась и даже вышла замуж за поэта и певца Жака Пиллса, но брак вскоре распался.
В 1952 году Эдит попала подряд в две автокатастрофы, обе с Шарлем Азнавуром; чтобы облегчить страдания, вызванные переломами руки и рёбер, врачи делали ей уколы морфия, и Эдит вновь попала в наркотическую зависимость, от которой излечилась лишь через 4 года.
В 1954 году Эдит Пиаф снялась в историческом фильме «Тайны Версаля» вместе с Жаном Маре.

### Последние годы
В 1955 году Эдит начала выступления в концертном зале «Олимпия». Успех был ошеломляющий. После этого она отправилась в 11-месячное турне по Америке, после — очередные выступления в «Олимпии», турне по Франции. Такие физические, а главное, эмоциональные нагрузки сильно подорвали её здоровье. Функции печени были серьёзно нарушены (склероз сочетался с циррозом), а весь организм — слишком ослаблен. В течение 1960—1963 гг. она неоднократно попадала в больницы, иногда — на несколько месяцев.
Но в 47 лет Пиаф опять влюбилась, на этот раз в 27-летнего грека, парикмахера Тео (Теофанис Ламбукас), которого она, как и Ива Монтана, вывела на сцену. Эдит придумала ему псевдоним Сарапо (от греч. σ 'αγαπώ, «я тебя люблю», если вторую согласную произносить с французским акцентом, как «р»). С ним она была до своей смерти. Сарапо пережил её на семь лет, он погиб в автокатастрофе.
25 сентября 1962 года Эдит пела с высоты Эйфелевой башни по случаю премьеры фильма «Самый длинный день» песни «Нет, я ни о чём не жалею», «Толпа», «Милорд», «Ты не слышишь», «Право любить». Её слушал весь Париж.
Последнее её выступление на сцене состоялось 31 марта 1963 года в оперном театре г. Лилля.
Годы злоупотребления алкоголем наряду с обильным количеством лекарств, первоначально — от болей при артрите, а затем — от бессонницы, сказались на здоровье Пиаф. Серия автомобильных аварий только усугубила её пристрастия, и в конце концов она перенесла серию операций по поводу язвы желудка в 1959 году. В сочетании с ухудшением состояния печени и необходимостью переливания крови к 1962 году она значительно похудела, достигнув минимума в 30 кг. Приходя в сознание и теряя его в течение нескольких месяцев, она умерла от разрыва аневризмы из-за печеночной недостаточности в возрасте 47 лет на своей вилле в Пласкассье (Грасс), на Французской Ривьере, 10 октября 1963 года.

Её последними словами были: 
За каждый чёртов поступок, который ты совершаешь в этой жизни, нужно платить.
Тело певицы было перевезено из города Грасса, где она скончалась, в Париж в обстановке секретности, и официально о её кончине было объявлено в Париже только 11 октября (с чем связаны ошибки в некоторых источниках). В тот же день ушёл из жизни друг Пиаф Жан Кокто. Существует мнение, что он скончался, узнав о её смерти.
Похороны певицы состоялись на кладбище Пер-Лашез. На них собралось более сорока тысяч человек, многие не скрывали своих слёз, а цветов было столько, что люди были вынуждены идти прямо по ним.

## Память
- Памятник Эдит Пиаф установлен на площади Пиаф (Place Edith Piaf) в Париже в 2003 году.
- Эдит Пиаф написала две автобиографии «На балу удачи» и «Моя жизнь». Её подруга молодости, называвшая себя единокровной сестрой Эдит, Симона Берто также написала книгу о жизни певицы. Наиболее достоверные сведения можно найти в книге Пьера Дюкло и Жоржа Мартена «Пиаф», вышедшей на русском языке в 1998 г.
- Именем певицы названа малая планета (3772) Пиаф, открытая 21 октября 1982 года сотрудницей Крымской астрофизической обсерватории Людмилой Карачкиной[11].

## Фильмография
- 1939 — «Пацанка[фр.]» — шансонетка
- 1941 — «Монмартр на Сене» (фр. Montmartre-sur-Seine) — Лили
- 1946 — «Звезда без света» (фр. Etoile sans lumière) — Маделин
- 1948 — «Девять парней, одно сердце» (фр. Neuf garçons, un cœur) — Кристина
- 1950 — «Париж всегда поёт» (фр. Paris chante toujours)
- 1954 — «Тайны Версаля» — женщина из народа
- 1954 — «Французский канкан» — Эжени Бюффе
- 1959 — «Любовники завтрашнего дня» (фр. Les amants de demain)

## Песни[12][13][14][15][16]
| 1. À l’enseigne de la fille sans cœur (1951) 2. À quoi ça sert l’amour ? (1962) 3. Adieu mon cœur (1946) 4. Au bal de la chance (1952) 5. Avant l’heure (1951) 6. Avant nous (1956) 7. Avec ce soleil (1954) 8. Bal dans ma rue 9. Boulevard du crime 10. Bravo pour le clown (1953) 11. Browning 12. C’est à Hambourg 13. C’est d’la faute à tes yeux 14. C’est l’amour 15. C’est lui que mon cœur à choisi 16. C’est merveilleux 17. C’est peut-être ça 18. C’est pour ça 19. C’est toi le plus fort 20. C’est un gars 21. C’est un homme terrible 22. C’est un monsieur très distingué 23. C'était pas moi 24. C'était un jour de fête 25. C'était une histoire d’amour 26. Ça fait drôle 27. Carmen’s story 28. Céline 29. Celui qui ne savait pas pleurer 30. 'Chand d’habits 31. Chanson bleue 32. Chanson de Catherine 33. Comme moi 34. Comme un moineau 35. Corrèque et réguyer 36. Coup de grisou 37. Cri du cœur 38. Dans leur baiser 39. Dans ma rue 40. Dans un bouge du vieux port 41. De l’autre côté de la rue 42. Demain (il fera jour) 43. Des histoires 44. Ding din dong 45. Du matin jusqu’au soir 46. Eden blues 47. Elle a dit 48. Elle fréquentait la rue Pigalle 49. Embrasse-moi 50. Emporte-moi 51. Enfin le printemps 52. Entre Saint-Ouen et Clignancourt 53. Escale 54. Et ça gueule ça madame 55. Et moi 56. Et pourtant 57. Exodus 58. Fais comme si 59. Fais-moi valser… 60. Fallait-il 61. Faut pas qu’il se figure 62. Heureuse 63. Hymne à l’amour (1949) | 1. Il a chanté 2. Il fait bon t’aimer 3. Il n’est pas distingué 4. Il pleut 5. Il y avait 6. Inconnu, excepté de Dieu 7. J’m’en fous pas mal 8. J’ai dansé avec l’amour 9. J’ai qu'à l’regarder… 10. J’en ai tant vu 11. J’entends la sirène 12. J’suis mordue 13. Je m’imagine 14. Je me souviens d’une chanson 15. Je n’en connais pas la fin 16. Je sais comment 17. Je suis à toi 18. Je t’ai dans la peau 19. Jean et Martine 20. Jérusalem 21. Jézabel 22. Jimmy c’est lui 23. Johnny, tu n’es pas un ange 24. Kiosque à journaux 25. L’accordéoniste (1940) 26. L’effet qu' tu m' fais 27. L’escale 28. L'étranger 29. L’homme à la moto 30. L’homme au piano 31. L’homme de Berlin 32. L’homme des bars 33. L’homme que j’aimerai 34. L’orgue des amoureux 35. La belle histoire d’amour 36. La demoiselle du cinquième 37. La fête continue 38. La foule (1957) 39. La goualante du pauvre Jean 40. La java de Cézigue 41. La Julie jolie 42. La p’tite marie 43. La petite boutique 44. La rue aux chansons 45. La sérénade du pavé 46. La valse de l’amour 47. La vie en rose (1946) 48. La vie, l’amour 49. La ville inconnue 50. Le ballet des cœurs 51. Le billard électrique 52. Le bleu de tes yeux 53. Le bruit des villes 54. Le brun et le blond 55. Le chacal 56. Le chant d’amour 57. Le chant du pirate 58. Le chasseur de l’hôtel 59. Le chemin des forains 60. Le chevalier de Paris 61. Le ciel est fermé 62. Le contrebandier 63. Le diable de la Bastille | 1. Le disque usé 2. Le droit d’aimer 3. Le Fanion de la Légion 4. Le gitan et la fille 5. Le grand voyage du pauvre nègre 6. Le mauvais matelot 7. Le métro de Paris 8. Le petit brouillard 9. Le petit homme 10. Le petit monsieur triste 11. Le prisonnier de la tour 12. Le rendez-vous 13. Le roi a fait battre tambour 14. Le vagabond 15. Le vieux piano 16. Légende 17. Les amants 18. Les amants d’un jour (1956) 19. Les amants de demain 20. Les amants de Paris 21. Les amants de Teruel 22. Les amants de Venise 23. Les amants merveilleux 24. Les bleuets d’azur 25. Les blouses blanches 26. Les deux copains 27. Les deux ménétriers (galop macabre) 28. Les deux rengaines 29. Les flon-flons du bal 30. Les gars qui marchaient 31. Les gens 32. Les grognards 33. Les hiboux 34. Les marins, ça fait des voyages 35. Les mômes de la cloche (1936) 36. Les mots d’amour 37. Les neiges de Finlande 38. Les prisons du roy 39. Les trois cloches (1946) 40. Madeleine qui avait du cœur 41. Margot cœur gros 42. Mariage 43. Marie la française 44. Marie-trottoir 45. Mea culpa 46. Milord (1959) 47. Miséricorde 48. Mon amant de la coloniale 49. Mon ami m’a donné 50. Mon apéro 51. Mon Dieu 52. Mon homme 53. Mon légionnaire (1937) 54. Mon manège à moi 55. Mon vieux Lucien 56. Monsieur Ernest a réussi 57. Monsieur et madame 58. Monsieur Incognito 59. Monsieur Lenoble 60. Monsieur Saint-Pierre 61. Musique à tout va 62. N’y vas pas, Manuel 63. Non, je ne regrette rien (1960) | 1. Non, la vie n’est pas triste 2. Notre-Dame de Paris 3. On cherche un Auguste 4. On danse sur ma chanson 5. Opinion publique 6. Où sont-ils, tous mes copains ? 7. Ouragan 8. Padam… Padam… (1951) 9. Paris 10. Paris-Méditerranée 11. Pleure pas 12. Plus bleu que tes yeux 13. Polichinelle 14. Pour moi tout' seule 15. Pour qu’elle soit jolie, ma chanson 16. Qu’as-tu fait, John ? 17. Qu’il était triste, cet anglais 18. Quand même 19. Quand tu dors 20. Quatorze juillet 21. Regarde-moi toujours comme ça 22. Reste 23. Retour 24. Rien de rien 25. Roulez tambours 26. Salle d’attente 27. Si si si 28. Si tu partais 29. Simple comme bonjour 30. Soeur Anne 31. Soudain une vallée 32. Sous le ciel de Paris (1954) 33. Sur une colline 34. T’es beau, tu sais 35. T’es l’homme qu’il me faut 36. Tant qu’il y aura des jours 37. Tatave 38. Télégramme 39. Tiens v’là un marin! 40. Toi qui sais 41. Toi, tu l’entends pas 42. Toujours aimer 43. Tous les amoureux chantent 44. Tout fout l’camp 45. Traqué 46. Tu es partout 47. Un coin tout bleu 48. Un étranger 49. Un grand amour qui s’achève 50. Un homme comme les autres 51. Un jeune homme chantait (1937) 52. Un monsieur me suit dans la rue 53. Un refrain courait dans la rue 54. Une chanson à trois temps (1947) 55. Une dame 56. Une enfant 57. Une valse 58. Va danser 59. Y a pas d’printemps 60. Y avait du soleil 61. Y en a un d’trop |

## Фильмы
| Название                | Год  | Режиссёр    | В роли Эдит Пиаф | Примечания                                             |
| ----------------------- | ---- | ----------- | ---------------- | ------------------------------------------------------ |
| «Пиаф»                  | 1974 | Ги Казариль | Бриджит Арьель   | Основан на биографии Эдит Пиаф                         |
| «Эдит и Марсель»        | 1983 | Клод Лелуш  | Эвелин Буи       | О любви Эдит Пиаф и известного боксера Марселя Сердана |
| «Жизнь в розовом цвете» | 2007 | Оливье Даан | Марион Котийяр   | Основан на биографии Эдит Пиаф                         |

## Книги
- Симона Берто. «Эдит Пиаф», Paris,Laffont, 1969 /Москва, «Искусство»,1991, 320 стр. (Воспоминания Момоны — подруги юности Эдит Пиаф).Édith Piaf, by Édith Piaf and Simone Berteaut, published January 1982; ISBN 2-904106-01-4
- The Wheel of Fortune: The Autobiography of Édith Piaf by Édith Piaf (originally written in 1958, 5 years before her death), Peter Owen Publishers; ISBN 0-7206-1228-4 (originally published 1958 as Au bal de la chance)
- Berteaut, Simone; Boulanger, G. (translator). Au bal de la chance (неопр.) / Robert Laffont[англ.]. — 1965 (translation). — Paris: Penguin[англ.], 1958. — ISBN 978-0140036695. memoirs, written by stepsister
- The Piaf Legend, by David Bret, Robson Books,1988.
- Piaf: A Passionate Life, by David Bret, Robson Books, 1998, revised JR Books, 2007
- "The Sparrow — Edith Piaf, " chapter in Singers & The Song (pp. 23-43), by Gene Lees, Oxford University Press, 1987, insightful critique of Piaf’s biography and music.
- Marlene, My Friend, by David Bret, Robson Books, 1993. Dietrich dedicates a whole chapter to her friendship with Piaf.
- Oh! Père Lachaise, by Jim Yates, Édition d’Amèlie 2007, ISBN 978-0-9555836-0-5. Piaf and Oscar Wilde meet in a pink-tinted Parisian Purgatory.
- No Regrets: The Life of Edith Piaf, by Carolyn Burke, Alfred A. Knopf 2011, ISBN 978-0-307-26801-3. An in-depth and insightful look at Piaf’s life.
- «Edith Piaf Find me a new way to die» // David Bert 2015
- Мишель Марли. «Песня длиною в жизнь». Санкт-Петербург, «Аркадия», 2021, 353 стр.; ISBN 978-5-907338-60-9. Переводчик Е.Кормилицына.

## Театр (спектакли, посвящённые Эдит Пиаф)
На русском языке:
- 29 октября 1970 года. «Эдит Пиаф». Театр им. Моссовета. Режиссёр — Борис Щедрин. Перевод песен Е. Орлановской. В ролях: Нина Дробышева, Борис Иванов, Анатолий Адоскин, Леонид Евтифьев, Александр Леньков. Спектакль по книгам Эдит Пиаф «Моя жизнь» и «На балу удачи». В спектакле использованы фонограммы песен в исполнении певицы, записанные в разные годы.
- С 1998 года спектакль «Нет, я не жалею ни о чëм» Смоленского Государственного Академического Театра имени Грибоедова.
- 2002 г. Спектакль Челябинского молодёжного театра "На балу удачи". Режиссёр- Михаил Филимонов. В главной роли Наталья Телякова, исполняет песни в живую. 30.11.2024 г. состоялся 150-й спектакль.
- 4 марта 2016 года. «Наедине с Эдит Пиаф». Центральный Дом актёра имени А. А. Яблочкиной. Режиссёр — Максим Чацкий. Моноспектакль. В заглавной роли Тамта Пулариани.
- 24 февраля 2018 года. Моноспектакль «Это Я, Эдит Пиаф». Автор — Нина Мазур. Государственный Молодёжный театр Узбекистана. Режиссёр — Обид Абдурахманов. В роли Эдит Пиаф — Шахзода Валиева, Наргиза Хашимова.
- 25 мая 2017 года. Спектакль "Эдит и её демоны". Приморский краевой академический драматический театр им. М. Горького, г. Владивосток. Автор - Елена Исаева. Режиссёр - Вадим Данцигер. В главной роли актриса Наталья Овчинникова, которая исполнила песни Пиаф вживую.